# Parafia Matki Bożej Szkaplerznej w Szymbarku
Parafia pw. Matki Bożej Szkaplerznej w Szymbarku – parafia rzymskokatolicka znajdująca się w diecezji tarnowskiej w dekanacie Ropa. Erygowana w 1359. Mieści się pod numerem 315. Prowadzą ją księża diecezjalni.
W 1359 roku, dokładnie w Wigilię, Jan Gładysz (herbu Gryf) ufundował parafię w Szymbarku. Parafia należała kolejno na początku do diecezji krakowskiej, następnie tarnowskiej, przemyskiej i od 1926 r. należy ponownie do diecezji tarnowskiej. Pierwszym (nie istniejącym), kościołem był kościół świętego Krzyża. Następnie rolę kościoła parafialnego pełnił kościół św. Wojciecha z ok. 1782 roku. Obecnie rolę kościoła parafialnego pełni kościół NMP Szkaplerznej - wzniesiony w latach 1981 - 1984. Kamień węgielny poświęcił Jan Paweł II w Nowym Targu 8 czerwca 1979 r. a wmurowania dokonał ówczesny bp tarnowski Jerzy Ablewicz 3 września 1981 r. Ten sam biskup poświęcił i konsekrował kościół 1 czerwca 1984 r. 
Do parafii należą miejscowości: Szymbark i Bielanka. Do 1926 do parafii należała również Bystra.

## Proboszczowie
- ks. Włodzimierz Maziarka (1970–1987)
- ks. Stefan Tabor (1987–2017)[4]
- ks. Paweł Górski (2017–2021)[4][5]
- ks. Rafał Łukasik (od 2021)

## Kościoły parafii

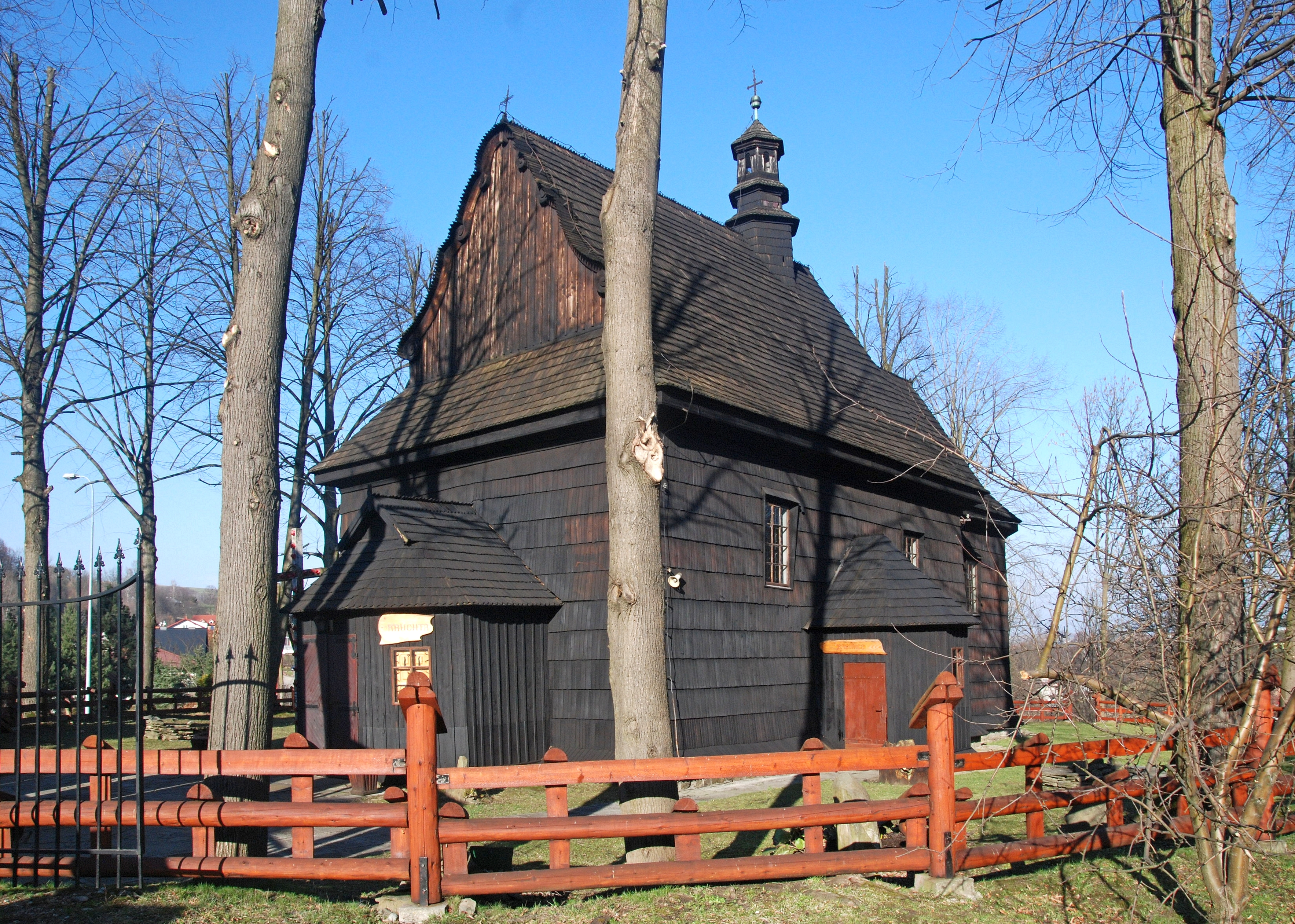
Zabytkowy kościół filialny